# Diario 16
Diario 16 («Диа́рио 16») — испанская ежедневная газета. Издавалась с 18 октября 1976 по 7 ноября 2001 года.
Газета появилась на заре демократических преобразований в Испании и отметилась критической позицией в отношении попыток государственных переворотов со стороны консервативных военных кругов Испании 1978 и 1981 годов. 30 октября 1982 года выпуск с портретом победившего на выборах Фелипе Гонсалеса разошёлся в рекордном тираже в 700 тыс. экземпляров. В Diario 16 начинал свою карьеру будущий главный редактор El Mundo Педро Хота Рамирес. В 1993 году журналистское расследование, проведённое Diario 16, вскрыло факты незаконного обогащения главы Гражданской гвардии Испании Рольдана, приведшие к его отставке и судебному разбирательству. 
Газета была закрыта по причинам экономического характера.